# Monika Depta

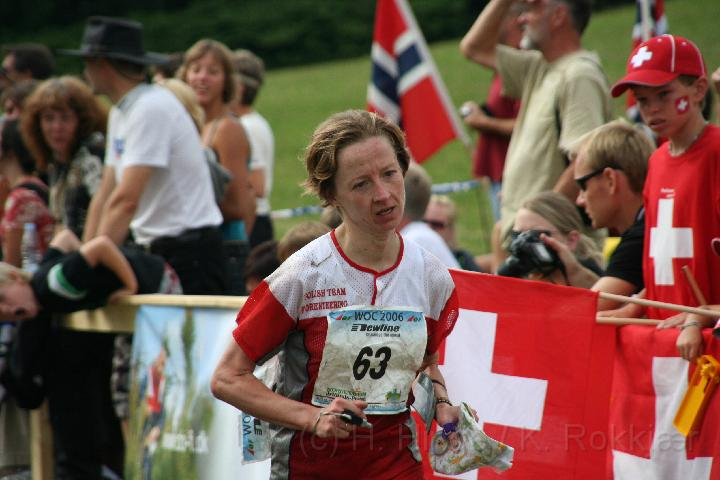
Monika Depta, 2006

Monika Depta (* 17. Juli 1970) ist eine in Deutschland lebende polnische Orientierungsläuferin.
Depta stammt ursprünglich aus Gdynia, wo sie dem Sportverein WKS Flota Gdynia angehört. In Deutschland ist sie Mitglied des Vereins TuS Fellinghausen, der der OLG Siegerland angehört, für die Depta bei Orientierungslaufwettkämpfen in Deutschland offiziell antritt. Zuvor lief sie für die SU Annen. Zwischen 2002 und 2008 startete Depta bei jeweils vier Europa- und Weltmeisterschaften. Dabei konnte sie bei drei Weltmeisterschaftsrennen eine Platzierung unter den ersten 15 erreichen, zwei davon bei den Titelkämpfen 2004 im schwedischen Västerås. Mit der polnischen Staffel erreichte sie als beste Platzierung einen fünften Rang bei den Europameisterschaften 2004 im dänischen Roskilde. Das Team mit Depta als Startläuferin sowie Barbara Bączek-Motała und Anna Górnicka-Antonowicz verpasste dabei eine Medaille um eine knappe Minute. Auch nach ihrer letzten internationalen Elitesaison 2008 blieb sie dem Sport treu und gewann in Deutschland 2013 die Meisterschaft im Sprint, zwischen 2011 und 2013 dreimal in Folge die Meisterschaft über die Mitteldistanz und 2011 und 2013 die Meisterschaft auf der Langdistanz. Damit gewann sie 2013 43-jährig alle drei deutschen Einzeltitel sowie zwei polnische Meisterschaften.
Sie ist mit dem Orientierungsläufer Peter Depta verheiratet.

## Platzierungen
| Weltmeisterschaften | Sprint | Mittel | Lang | Staffel |
| ------------------- | ------ | ------ | ---- | ------- |
| 2003 Rapperswil     |        | 34.    | nq   | 7.      |
| 2004 Västerås       |        | 14.    | 13.  | 13.     |
| 2005 Aichi          | 14.    | nq     | 23.  |         |
| 2006 Aarhus         | 32.    | nq     | 25.  | 10.     |

| Europameisterschaften | Sprint | Mittel | Lang | Staffel |
| --------------------- | ------ | ------ | ---- | ------- |
| 2002 Sümeg            | 16.    |        | 35.  | 6.      |
| 2004 Roskilde         |        |        | 35.  | 5.      |
| 2006 Otepää           |        |        | 31.  |         |
| 2008 Ventspils        | 39.    |        | 21.  |         |

| Gesamt-Weltcup | Gesamt-Weltcup |
| -------------- | -------------- |
| 2002           | 57.            |
| 2004           | 16.            |
| 2005           | 25.            |
| 2006           | 61.            |
| 2008           | 85.            |